# アーミン・メスター
アーミン・メスター(Armin Mester)はアメリカ合衆国の言語学者。1986年にマサチューセッツ大学の言語学科より博士号を取得。専門は音韻論。現在、カリフォルニア大学サンタクルーズ校教授。博士論文のテーマは異化現象と弁別素性の関連について。

## 研究
日本語、ドイツ語、ラテン語、デンマーク語などの研究で知られる。最近では最適性理論の枠組みに基づいた研究を進めている。博士論文では、自立音韻論の枠組みで、畳語化やOCP等を分析する。近年は、伊藤順子と共著が多く、日本語の連濁、不透明性、韻律形態論、韻律階層論、統語論から音韻論へのマッピングなどに関する研究を数多く発表している。これらの著作は日本音韻論を研究する上で、重要な文献となっている。